# Захаров Олександр Володимирович
Олександр Володимирович Захаров (нар. 19 червня 1966) — радянський та український футболіст, захисник та півзахисник.

## Життєпис
Вихованець «Таврії», з 1982 року виступав за дублюючий склад сімферопольців. У 1984 році переведений до першої команди «Таврії», яка виступала в першій союзній лізі. З 1985 по 1986 рік не виступав. Після цього приєднався до севастопольської «Чайки», в якій провів 5 сезонів.
У 1992 році перейшов до «Нафтовика». Дебютував у футболці охтирського клубу 1 березня 1992 року в нічийному (1:1) домашньому поєдинку 1/8 фіналу кубку України проти кременчуцького «Кременя». Олександр вийшов на поле на 70-й хвилині, замінивши Бориса Шуршина. У Вищій лізі дебютував 7 березня 1992 року в переможному (1:0) домашньому матчі 1-о туру підгрупи 2 проти СК «Одеса». Захаров вийшов на поле на 46-й хвилині, замінивши Олексія Грачова, а на 55-й хвилині відзначився своїм дебютним голом у футболці охтриського колективу. У команді виступав протягом восьми з половиною сезонів, за цей час у чемпіонатах України зіграв 256 матчів, в яких відзначився 46-а голами.
Під час зимової перерви сезону 1999/00 років підсилив роменський «Електрон», який виступав у Другій лізі чемпіонату України. Футбольну кар'єру завершив 2001 року в складі іншого друголігового колективу, СК «Херсон».